# Vyšná Jablonka
Vyšná Jablonka (em húngaro: Felsőalmád) é um município da Eslováquia, situado no distrito de Humenné, na região de Prešov. Tem 24,83 km² de área e sua população em 2018 foi estimada em 52 habitantes.

## Demografia
| Ano:        | 1994 | 2004    | 2014    | 2024   |
| ----------- | ---- | ------- | ------- | ------ |
| Broj ljudi: | 108  | 74      | 57      | 52     |
| Razlika:    |      | -31,48% | -22,97% | -8,77% |

| Ano:               | 2023 | 2024 |
| ------------------ | ---- | ---- |
| Número de pessoas: | 52   | 52   |
| Diferença:         |      | +0%  |